# Braulio Nóbrega
Braulio Nóbrega Rodríguez (Puerto del Rosario, 18 settembre 1985) è un ex calciatore spagnolo, di ruolo attaccante.

## Biografia
Il 21 settembre 2011 viene arrestato dalla Guardia Civil nella Ciudad Deportiva del Real Saragozza per una presunta aggressione sessuale nei confronti di una donna di 30 anni nella cittadina di Cuarte de Huerva, avvenuto alle nove di mattina, poco prima della sessione di allenamento con il Real Saragozza. Il calciatore si dichiara colpevole e confessa altre tre aggressioni avvenute nelle settimane precedenti. Il calciatore non è stato riconosciuto dalla donna ma è stato riconosciuto il suo veicolo, attraverso le immagini registrate da una telecamera di sicurezza di una stazione di servizio. Braulio smette di prendere parte agli allenamenti e si reca a Madrid con la moglie e i due figli. L'11 ottobre il Real Saragozza rescinde il contratto dell'attaccante.

## Carriera
Nato sull'isola delle Canarie di Fuerteventura, cresce nelle giovanili dell'Atlético Madrid.
Nella stagione 2004-2005 fa il suo esordio con la prima squadra e scende in campo per 10 volte. Nella stagione successiva gioca solo una partita prima di venire ceduto in prestito al Maiorca nel mese di gennaio e alla fine del campionato in Segunda División al Salamanca dove conclude la stagione come capocannoniere della squadra.
Nella stagione 2007-2008 è in prestito al Getafe, gioca in Coppa Uefa e arriva ai quarti di finale dove la squadra di Madrid viene eliminata dal Bayern Monaco.
Il 28 giugno 2008 firma un contratto quadriennale con il Real Saragozza contribuendo alla promozione in Primera División. Il 23 gennaio viene ceduto in prestito al Recreativo Huelva, in cambio di Adrián Colunga che, sempre in prestito, passa al Saragozza.
Finito il campionato Braulio torna a giocare con il club aragonese e si mette in mostra nelle prime partite della stagione guadagnandosi un posto da titolare.
Chiude la stagione 2010-2011 con la maglia del Real Saragozza segnando tre reti in 27 partite, 12 delle quali da titolare. L'11 ottobre 2011, in seguito allo scandalo di cui è protagonista, rescinde il contratto con la squadra aragonese e resta svincolato.
Il 27 gennaio 2012 accetta l'offerta di ingaggio del Cartagena, in Segunda División. Nell'estate del 2012 viene ingaggiato dall'Hércules Alicante.
Nel 2013 firma un contratto annuale con il Johor, club militante in Malaysia Super League.

## Statistiche

### Presenze e reti nei club
Statistiche aggiornate all'8 marzo 2016.
| Stagione                 | Squadra                  | Campionato               | Campionato | Campionato | Coppe nazionali | Coppe nazionali | Coppe nazionali | Coppe continentali | Coppe continentali | Coppe continentali | Altre coppe | Altre coppe | Altre coppe | Totale | Totale |
| Stagione                 | Squadra                  | Comp                     | Pres       | Reti       | Comp            | Pres            | Reti            | Comp               | Pres               | Reti               | Comp        | Pres        | Reti        | Pres   | Reti   |
| ------------------------ | ------------------------ | ------------------------ | ---------- | ---------- | --------------- | --------------- | --------------- | ------------------ | ------------------ | ------------------ | ----------- | ----------- | ----------- | ------ | ------ |
| 2004-2005                | Atlético Madrid          | PD                       | 11         | 0          | -               | -               | -               | CI                 | 2                  | 0                  | -           | -           | -           | 13     | 0      |
| 2005-gen. 2006           | Atlético Madrid          | PD                       | 1          | 0          | -               | -               | -               | -                  | -                  | -                  | -           | -           | -           | 1      | 0      |
| Totale Atlético Madrid   | Totale Atlético Madrid   | Totale Atlético Madrid   | 11         | 0          |                 | -               | -               |                    | 2                  | 0                  |             | -           | -           | 13     | 0      |
| gen.-giu. 2006           | RCD Maiorca              | PD                       | 2          | 0          | -               | -               | -               | -                  | -                  | -                  | -           | -           | -           | 2      | 0      |
| 2006-2007                | Salamanca                | SD                       | 39         | 14         | -               | -               | -               | -                  | -                  | -                  | -           | -           | -           | 39     | 14     |
| 2007-2008                | Getafe                   | PD                       | 19         | 3          | CR              | 8               | 0               | CU                 | 10                 | 3                  | -           | -           | -           | 19     | 3      |
| 2008-2009                | Real Saragozza           | SD                       | 25         | 3          | -               | -               | -               | -                  | -                  | -                  | -           | -           | -           | 25     | 3      |
| 2009-gen. 2010           | Real Saragozza           | PD                       | 3          | 0          | -               | -               | -               | -                  | -                  | -                  | -           | -           | -           | 3      | 0      |
| gen.-giu. 2010           | Recreativo de Huelva     | SD                       | 20         | 2          | -               | -               | -               | -                  | -                  | -                  | -           | -           | -           | 20     | 2      |
| 2010-2011                | Real Saragozza           | PD                       | 27         | 3          | CR              | 2               | 0               | -                  | -                  | -                  | -           | -           | -           | 29     | 3      |
| lug.-ott. 2011           | Real Saragozza           | PD                       | 2          | 0          | CR              | 0               | 0               | -                  | -                  | -                  | -           | -           | -           | 2      | 0      |
| Totale Real Saragozza    | Totale Real Saragozza    | Totale Real Saragozza    | 57         | 6          |                 | 2               | 0               |                    | -                  | -                  |             | -           | -           | 59     | 6      |
| ott. 2011-2012           | FC Cartagena             | SD                       | 18         | 6          | CR              | 0               | 0               | -                  | -                  | -                  | -           | -           | -           | 18     | 6      |
| 2012-2013                | Hércules                 | SD                       | 14         | 5          | CR              | 0               | 0               | -                  | -                  | -                  | -           | -           | -           | 14     | 5      |
| 2014-2015                | Recreativo Huelva        | SD                       | 24         | 0          | CR              | 1               | 0               | -                  | -                  | -                  | -           | -           | -           | 25     | 0      |
| Totale Recreativo Huelva | Totale Recreativo Huelva | Totale Recreativo Huelva | 44         | 2          |                 | 1               | 0               |                    | -                  | -                  |             | -           | -           | 45     | 2      |
| 2015-2016                | Kalloni                  | SLE                      | 5          | 0          | KE              | 0               | 0               | -                  | -                  | -                  | -           | -           | -           | 0      | 0      |
| Totale carriera          | Totale carriera          | Totale carriera          | 178        | 22         |                 | 11              | 0               |                    | 12                 | 3                  |             | -           | -           | 203    | 25     |